# Alessandro Pozzi (cyclisme, 1954)
Pour les articles homonymes, voir Alessandro Pozzi et Pozzi.
Alessandro Pozzi, né le 24 décembre 1954 à Capiago Intimiano (Lombardie), est un coureur cycliste italien, professionnel de 1979 à 1989.

## Biographie
Chez les amateurs, Alessandro Pozzi se distingue en obtenant plusieurs victoires, notamment en 1978, où il remporte entre autres une étape et le classement général de la Semaine cycliste bergamasque, une étape au Tour des régions italiennes et un au Baby Giro (deuxième au général).
En 1979, à l'âge de 25 ans, il devient professionnel avec au sein de l'équipe Bianchi. Dès sa première saison, il participe au Tour de France, qu'il termine 32e, à Milan-Sanremo (57e) et au Tour de Lombardie, où il réalise l'une des meilleures performances de sa carrière en prenant la septième place. L'année suivante, il fait ses débuts dans le Tour d'Italie, terminant 14e, son meilleur classement dans les grands tours.
Après seulement un an dans la formation Sammontana (1981), il revient en 1982 chez Bianchi, avec laquelle il dispute pour la première fois Liège-Bastogne-Liège (40e). La même année, il s'impose sur la cinquième étape du Tour de Suède, sa seule victoire chez les professionnels. 
Il reste trois ans dans l'équipe Bianchi. Les trois années suivantes, il court pour Ariostea, Gis Gelati et Del Tongo. Dans la première de ces années, en 1985, il est sélectionné en équipe nationale pour les championnats du monde à Giavera del Montello, mais abandonne.
Il met fin à sa carrière en 1989, à l'âge de 35 ans, après 2 saisons chez Château d'Ax. Au total, il a connu neuf participations au Tour d'Italie, quatre au Tour de France, à Liège-Bastogne-Liège et au Tour de Lombardie et deux au Milan-Sanremo.
Après sa retraite, il ouvre une entreprise dans le secteur du vélo à Monguzzo, dans la région de Côme.

## Palmarès

### Palmarès amateur
- 1975
  - 2e de la Piccola Tre Valli Varesine
  - 2e du Gran Premio Industria e Commercio Artigianato Carnaghese
- 1976
  - Coppa Colli Briantei Internazionale
- 1977
  - Monte-Carlo-Alassio
- 1978
  - Semaine cycliste bergamasque :
    - Classement général
    - 1re étape

  - Gran Premio La Torre
  - Trophée Minardi
  - Trophée Taschini
  - 1re étape du Tour des régions italiennes
  - 2e du Baby Giro

### Palmarès professionnel
- 1979
  - 7e du Tour de Lombardie
- 1982
  - 5e étape du Tour de Suède

## Résultats sur les grands tours

### Tour de France
4 participations
- 1979 : 32e
- 1986 : 91e
- 1987 : 81e
- 1988 : 79e

### Tour d'Italie
9 participations
- 1980 : 14e
- 1981 : 18e
- 1982 : 29e
- 1984 : 42e
- 1985 : 27e
- 1986 : 24e
- 1987 : 22e
- 1988 : 76e
- 1989 : 41e